# Johannes Hendrikus Scholten
Johannes Hendrikus Scholten (Overschie, 29 februari 1904 - Arnhem, 25 maart 1981) was een Nederlands kunstschilder. Hij richtte hij zich op stillevens, landschappen en portretten. Hij was actief als schilder in Rotterdam, Schiedam en Overschie (1924 - 1966) en Arnhem (1966 - 1981).
Er zijn meer dan tientallen schilderijen getraceerd van Scholten in particulier bezit. Verder zijn er meerdere schetsboeken bekend. In het gemeentearchief van Rotterdam zijn 28 werken bekend van de omgeving Rotterdam in krijt, waterverf, potlood en inkt. Werken van zijn hand zijn verder te vinden in museum Schiedam, museum Oud-Overschie en museum Veluwezoom. Johannes Hendrikus Scholten wordt ook wel 'de oudere' genoemd omdat zijn kleinzoon Roelf Robert Scholten, die ook kunstschilder is, 'de Jongere' wordt genoemd. 

## Biografie
Van zijn vader mocht hij in eerste instantie geen opleiding op de Academie voor Beeldende Kunsten in Rotterdam volgen. Hij moest een vak leren waarmee je echt je geld kon verdienen. Hij werd elektricien tot de crisis in de dertiger jaren uitbrak. Toen er geen boterham meer te verdienen was als elektricien volgde hij alsnog de opleiding aan de kunstacademie in Rotterdam. 
Hij is getrouwd op 27 maart 1929 met Margaretha Adriana van Houwelingen (geboren 28 augustus 1905). Beiden waren zeer muzikaal en verbonden aan een Rotterdams orkest, waarbij de heer Elskamp concertmeester was. Johannes speelde als hoofdinstrument viool en Margaretha speelde als hoofdinstrument cello en verder citer. Verder speelden Johannes Hendrikus klarinet, mondharmonica en accordeon. Margaretha boetseerde ook veel beelden. Toen het echtpaar in 1966 verhuisde naar Arnhem speelde en dirigeerde Johannes bij NOVA, het Nieuwe Orkest Voor amateurs Arnhem. Hij gaf bij Nova ook vioollessen aan leerlingen. Uit dit huwelijk werden vier kinderen geboren. Geen van allen is kunstenaar geworden.
Johannes was tijdens zijn Rotterdamse periode lid van de Rotterdamse Kunstenaars Sociëteit. In die periode had Johannes ook een expositie in het museum Boijmans Van Beuningen samen met andere Rotterdamse kunstschilders. Verder had hij een expositie in het gemeentehuis te Overschie.

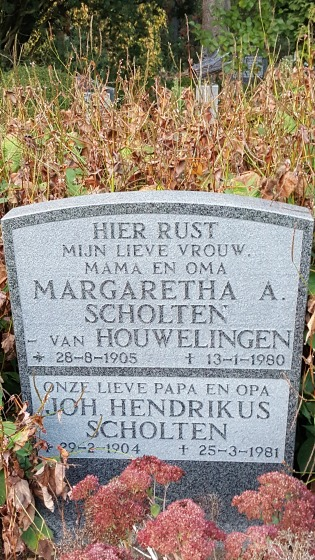
Grafsteen J.H. Scholten en zijn vrouw Margaretha Scholten-van Houwelingen

In Overschie woonde Johannes onder andere in de Oranjestraat en vervolgens in de Rodenburgstraat 45. In Arnhem woonden ze onder andere in de hoek Javastraat/Atjehstraat nr. 31 en Rozenstraat nr. 3. Op dit laatste adres kon je vanuit het raam het Arnhems gemeentemuseum zien, waar hij geregeld op bezoek ging. In die tijd was Pierre Jansen directeur van dit museum, bekend van Openbaar kunstbezit. Van de Rozenstraat is het echtpaar verhuisd naar Elderveld, Zoetermeerplantsoen nr. 8 en nr. 535, een dorp dat bij Arnhem hoort. Eerst is zijn vrouw Margaretha overleden (1980). Johannes volgde één jaar later (1981). Beiden liggen op de begraafplaats Moscowa in Arnhem begraven. Het is niet bekend of en met welke schilders Johannes Hendrikus Scholten in Arnhem contact had.
In Overschie had Scholten regelmatig contact met de kunstschilders Gerard Wiegman en Piet Lamers. Wiegman en Scholten schijnen regelmatig samen met hen geschilderd te hebben in de omliggende polders. 
Een oudoom van Johannes, genaamd W.K.(Willem Karel) Scholten, schilderde ook. Deze W.K. Scholten is raadslid geweest in Overschie.
Jacob Johannes Scholten (de vader van Johannes Hendrikus) schilderde in de wintermaanden. Van hem hangen bevinden zich schilderijen in het Schiedams museum. 
Van zowel Jacob Johannes, Johannes Hendrikus als van Willem Karel.Scholten hangen schilderijen in het museum Oud Overschie. Van Jacob Johannes Scholten zijn nog zes schilderijtjes bewaard gebleven. Drie daarvan bevinden zich in museum Schiedam.
Ook de schoondochter (Trijntje Scholten-van Vondel) tekende met pastel en maakte beelden. Zijn kleinzoon Roelf Robert Scholten (de zoon van Trijntje Scholten - van Vondel en Christoffel Scholten) is kunstschilder en tekenaar met een atelier in Bodegraven (deze wordt ook wel de Jongere genoemd). Werken van Roelf Robert Scholten bevinden zich in Noord-Veluws museum, museum Katwijk, museum Max Liebermann in Berlijn en museum Oud-Overschie. werken van hem zijn opgenomen geweest in twee jaarboeken van de Nederlandse kunst. En de achterkleindochter Ante Scholten (dochter van Roelf Robert Scholten) is ook schilderes en woont in Zuid-Afrika. De familie Scholten is dus van vanaf ongeveer eind 1800 onafgebroken bezig geweest met beeldende kunst en beslaat vijf generaties.